# Clinton County (Illinois)
Das Clinton County ist ein County im US-amerikanischen Bundesstaat Illinois. Im Jahr 2010 hatte das County 37.762 Einwohner und eine Bevölkerungsdichte von 30,8 Einwohnern pro Quadratkilometer. Der Verwaltungssitz (County Seat) ist Carlyle. Größtes Naherholungsgebiet ist der Carlyle Lake und seine nähere Umgebung.
Das Clinton County liegt im Metro-East genannten östlichen Teil der Metropolregion Greater St. Louis um die Stadt St. Louis im benachbarten Missouri.

## Geografie

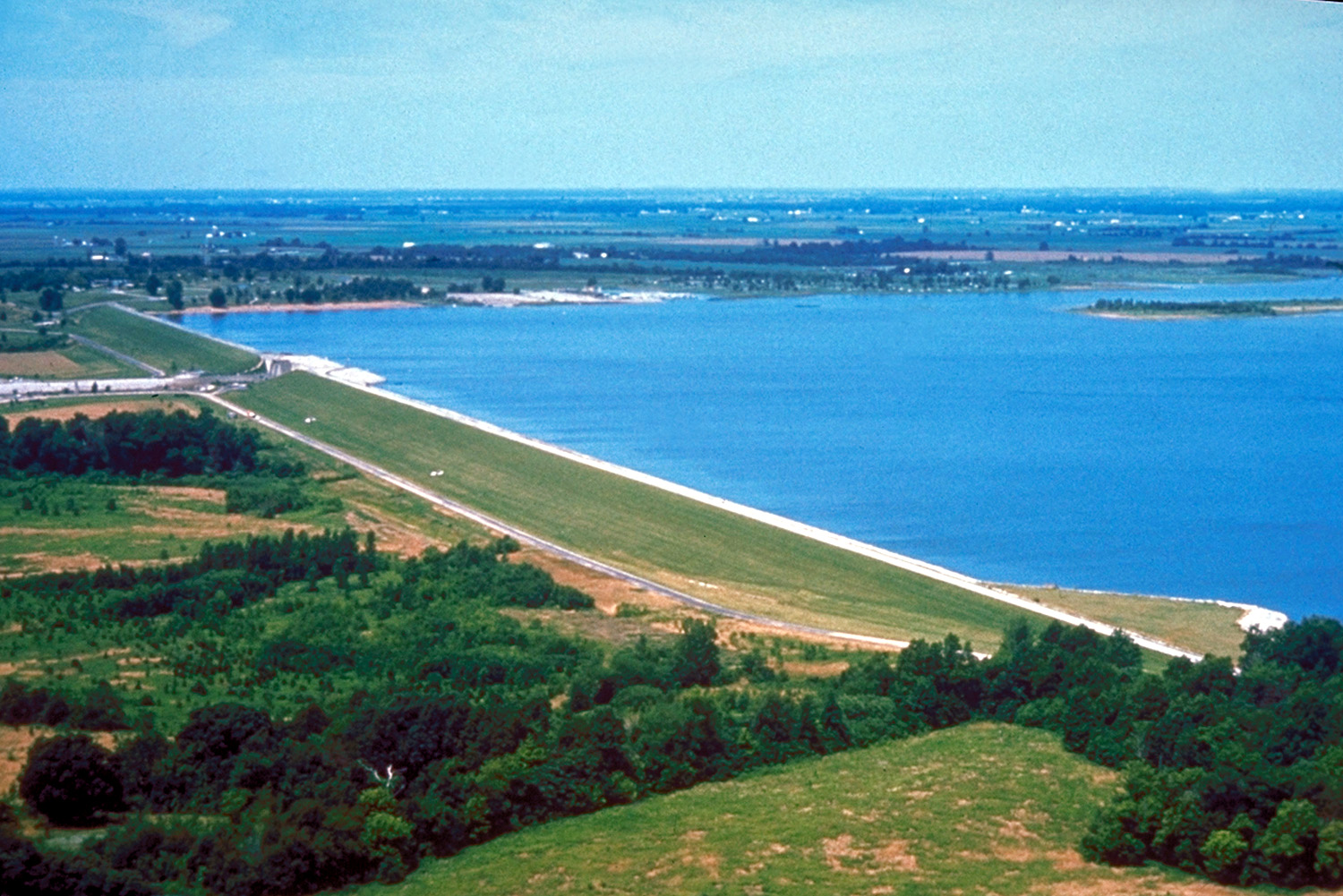
Die Staumauer des Carlyle Lake

Das County liegt im südlichen Illinois und hat eine Fläche von 1304 Quadratkilometern, wovon 76 Quadratkilometer Wasserfläche sind.
Überwiegend im Clinton County liegt mit dem Carlyle Lake, der durch Aufstauen des Kaskaskia River entstand, der größte Stausee von Illinois.
An das Clinton County grenzen folgende Nachbarcountys:
| Madison County   | Bond County       | Fayette County |
| St. Clair County |                   | Marion County  |
|                  | Washington County |                |

## Geschichte

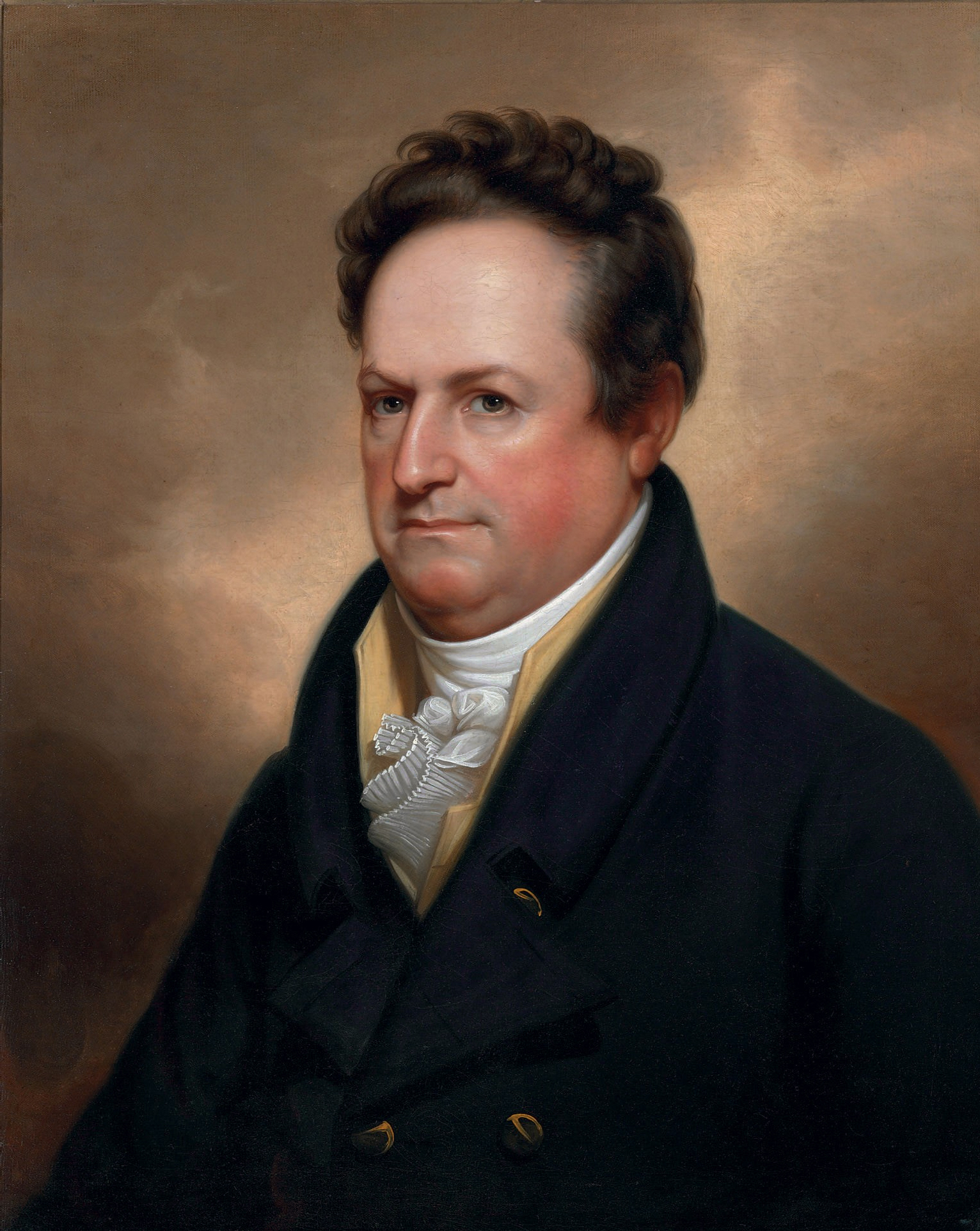
DeWitt Clinton

Die erste Besiedlung erfolgte 1811 durch einen Mister Hill. Das Hill-Blockhaus war das erste registrierte Gebäude und stand an der Stelle des heutigen Carlyle. Durch das Land führte der Goshen Trace, ein alter Indianerpfad zu einer Salz-Mine. Als 1820 die erste befestigte Straße von Vincennes nach St. Louis erbaut wurde, benutzte sie diesen Pfad als Grundlage. Hill war auch der erste, der einen Fährbetrieb über den Kaskaskia River einführte. 1817 kamen weitere Siedler hinzu und 1824 sollen 1.100 Menschen hier gelebt haben, davon 137 in Carlyle.
Am 27. Dezember 1814 wurde das County aus Teilen der Countys Washington, Bond und Fayette gegründet und benannt nach DeWitt Clinton, einem Bürgermeister von New York und späteren Gouverneur des Bundesstaates New York.

1857 wurde in der Gegend durch die Ohio and Mississippi Railroad eine Eisenbahnstrecke verlegt und 1878 lebten bereits mehrere Tausend Menschen in dem County. Der nächste Sprung der Besiedlung begann 1911 durch den Öl-Boom.

## Demografische Daten

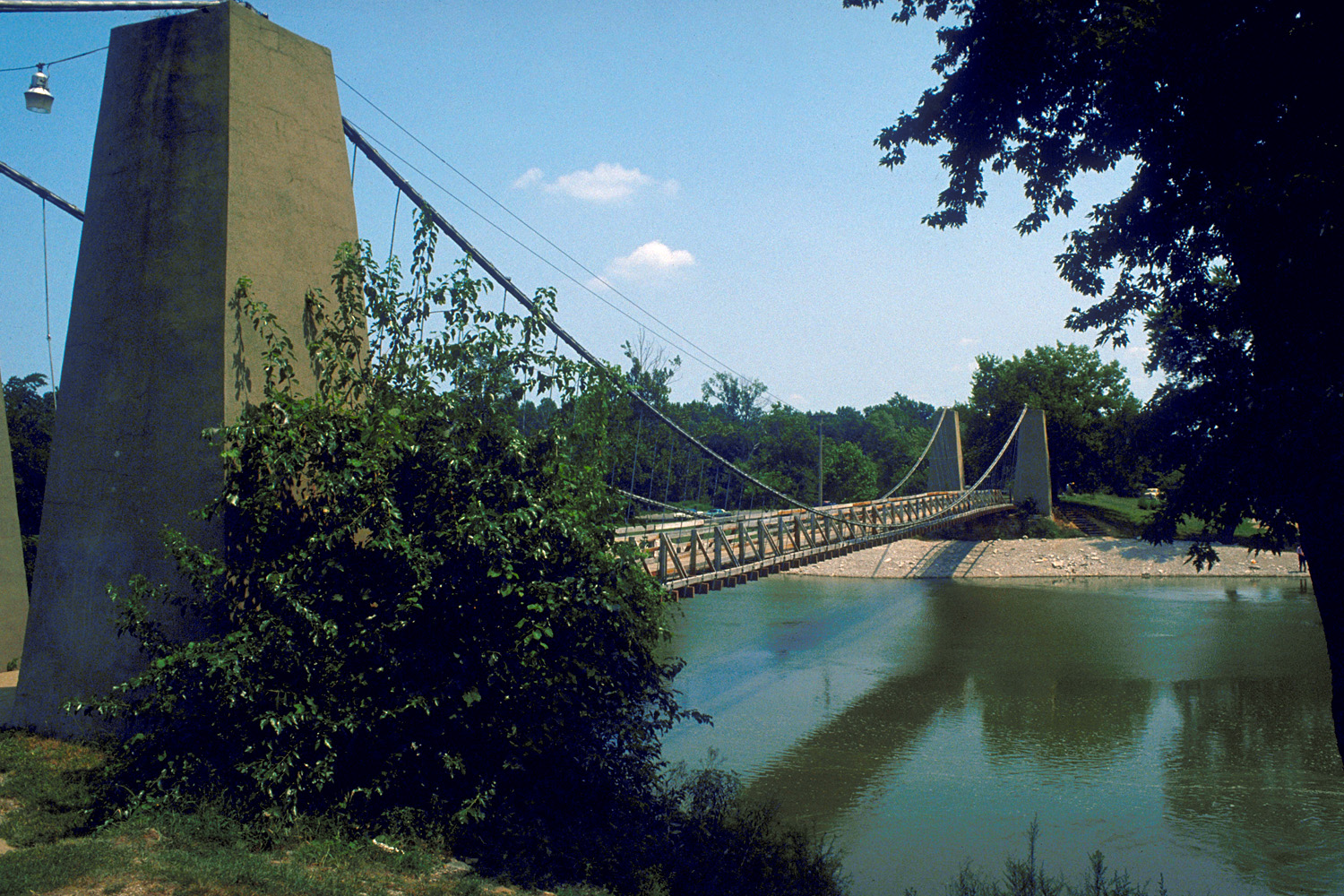
Die General Dean Suspension Bridge, gelistet im NRHP Nr. 73000693

Nach der Volkszählung im Jahr 2010 lebten im Clinton County 37.762 Menschen in 13.871 Haushalten. Die Bevölkerungsdichte betrug 30,8 Einwohner pro Quadratkilometer. In den 13.871 Haushalten lebten statistisch je 2,41 Personen.
Ethnisch betrachtet setzte sich die Bevölkerung zusammen aus 93,4 Prozent Weißen, 3,5 Prozent Afroamerikanern, 0,2 Prozent amerikanischen Ureinwohnern, 0,4 Prozent Asiaten sowie aus anderen ethnischen Gruppen; 1,1 Prozent stammten von zwei oder mehr Ethnien ab. Unabhängig von der ethnischen Zugehörigkeit waren 2,8 Prozent der Bevölkerung spanischer oder lateinamerikanischer Abstammung.
22,7 Prozent der Bevölkerung waren unter 18 Jahre alt, 62,2 Prozent waren zwischen 18 und 64 und 15,1 Prozent waren 65 Jahre oder älter. 48,2 Prozent der Bevölkerung war weiblich.

Das jährliche Durchschnittseinkommen eines Haushalts lag bei 53.873 USD. Das Prokopfeinkommen betrug 24.722 USD. 8,4 Prozent der Einwohner lebten unterhalb der Armutsgrenze.

## Ortschaften im Clinton County
Citys
| - Breese - Carlyle - Centralia1 | - Trenton - Wamac |

Villages
| - Albers - Aviston - Bartelso - Beckemeyer | - Damiansville - Germantown - Hoffman - Huey | - Keyesport2 - New Baden3 |

Unincorporated Communities
| - Boulder - Ferrin - Harbor Light Bay - Jamestown | - Marydale - New Memphis - New Memphis Station - North Harbor | - Panorama Hills - Posey - Royal Lake - Saint Rose | - Shattuc - Snearlyville - Stottletown - Wertenberg |

1 – teilweise im Washington, Jefferson und im Marion County

2 – teilweise im Bond County

3 – teilweise im St. Clair County

## Gliederung
Das Clinton County ist in 15 Townships eingeteilt:
| Township            | Einwohner (2010) | FIPS     |
| ------------------- | ---------------- | -------- |
| Breese Township     | 5417             | 17-07926 |
| Brookside Township  | 5503             | 17-08732 |
| Carlyle Township    | 3932             | 17-11241 |
| Clement Township    | 475              | 17-14884 |
| East Fork Township  | 400              | 17-21748 |
| Germantown Township | 2070             | 17-29054 |
| Irishtown Township  | 1167             | 17-37673 |
| Lake Township       | 960              | 17-40871 |

| Township               | Einwohner (2010) | FIPS     |
| ---------------------- | ---------------- | -------- |
| Looking Glass Township | 6354             | 17-44667 |
| Meridian Township      | 547              | 17-48476 |
| St. Rose Township      | 1422             | 17-67171 |
| Santa Fe Township      | 1136             | 17-67652 |
| Sugar Creek Township   | 6184             | 17-73365 |
| Wade Township          | 1717             | 17-78344 |
| Wheatfield Township    | 478              | 17-80996 |
|                        |                  |          |